# Amphidium compactum
Amphidium compactum là một loài rêu trong họ Orthotrichaceae. Loài này được (Paris) Broth. mô tả khoa học đầu tiên năm 1902.